# Józef Fedorowicz (profesor)
Józef Fedorowicz (ur. 10 grudnia 1863 w Żytomierzu, zm. 22 czerwca 1943 w Warszawie) – polski profesor, specjalista w zakresie budownictwa kolejowego, w latach 1921-1923 dziekan Wydziału Inżynierii Lądowej Politechniki Warszawskiej.

## Życiorys
W 1885 ukończył studia w Instytucie Inżynierów Komunikacji w Petersburgu, uzyskując tytuł inżyniera. Od 1889 wykładał w Instytucie Inżynierów Komunikacji w Moskwie. W 1913 otrzymał na tej uczelni stopień adiunkta. W 1914 został profesorem nadzwyczajnym, a w 1916 zwyczajnym.
Po powrocie do kraju w 1919 został profesorem zwyczajnym w Katedrze Budownictwa Ogólnego na Wydziale Inżynierii Budowlanej Politechniki Warszawskiej (od 1920 Inżynierii Lądowej, a od 1933 Inżynierii), tym samym wszedł w skład pierwszego 38 - osobowego składu profesorów Politechniki Warszawskiej. W latach 1923–1925 pełnił funkcję przewodniczącego Komisji Egzaminów Dyplomowych PW. Był również członkiem Komisji Gospodarczej PW oraz Rady Technicznej przy Ministrze Komunikacji. W 1935 przeszedł na emeryturę.
Został pochowany na Cmentarzu Powązkowskim w Warszawie (kw. 229-III-2). 

## Ważne publikacje
- Budownictwo ogólne, Warszawa, 1921, Komisja Wydawnicza Towarzystwa Bratniej Pomocy Studentów Politechniki Warszawskiej
- Fundamentowanie wg wykładów prof. dr inż. Józefa Fedorowicza, Warszawa, 1934, Komisja Wydawnicza Towarzystwa Bratniej Pomocy Studentów Politechniki Warszawskiej[3]

## Działalność pozanaukowa
Do wybuchu I wojny światowej pełnił funkcję wicedyrektora kolei północnych na kolejach żelaznych rosyjskich. Po wojnie został dyrektorem Wydziału Drogowego Radomskiej Dyrekcji Kolei Państwowych.